# 疏囊毛蕨
疏囊毛蕨（学名：Cyclosorus sparsisorus）为金星蕨科毛蕨属下的一个种。